# ژوخووو (استان پومرانی)
ژوخووو (به لهستانی:  Żochowo) یک روستا در لهستان است که در گمینا پوتنگووو واقع شده‌است. ژوخووو ۱۶۷ نفر جمعیت دارد.